# Georg Friedrich Merckel
Georg Friedrich Merckel (* 25. Februar 1691 in Berstett; † 23. Februar 1766 in Straßburg) war ein elsässischer Musikinstrumenten- und Orgelbauer mit Werkstattsitz in Straßburg. Er wirkte hauptsächlich im Elsass.

## Leben und Werk
Georg Friedrich Merckel wurde 1691 im elsässischen Berstett als Sohn eines Pfarrers geboren. Er lernte zunächst das Küferhandwerk, ließ sich dann aber ab ca. 1708 in Mainz zum Orgelbauer ausbilden. Merckel heiratete anschließend im Jahr 1713 in Straßburg, wo er sich niederließ. Im Jahr 1745 ging er seine zweite Ehe ein, auf die 1754, neun Jahre später, eine dritte Ehe und ein Übertritt zum Katholizismus folgten. In seiner Werkstatt fertigte Merckel vor allem Positive, Cembali, Clavichorde und kleinere Orgeln. Er war organisatorisch wie handwerklich nicht besonders begabt. Es war ihm über einen längeren Zeitraum möglich sein schlechtes finanzielles Auskommen durch die ansehnliche Erbschaft seines Vaters zu kompensieren. Nichtsdestotrotz starb Merckel hochverschuldet und verarmt in der Armenpfründe des Straßburger Bürgerspitals.

## Werkliste (unvollständig)
Diese Werkliste umfasst die fachlich bekannten Werke Georg Friedrich Merckels. Das Jahr in der ersten Spalte meint das Jahr der Fertigstellung. In der fünften Spalte bezeichnet die römische Zahl die Anzahl der Manuale, ein großes „P“ ein selbstständiges Pedal. Die arabische Zahl gibt die Anzahl der klingenden Register an. Die letzte Spalte bietet Angaben zum Erhaltungszustand und zu Besonderheiten sowie Links mit weiterführender Information. Leere Felder zeigen an, dass die zugehörige Information nicht bekannt ist.

### Neubauten
| Jahr | Ort           | Gebäude             | Bild | Manuale | Register | Bemerkungen |
| ---- | ------------- | ------------------- | ---- | ------- | -------- | --- |
| 1720 | Dambach       |                     |      |         |          | |
| 1723 | Brumath       |                     |      |         |          | |
| 1723 | Straßburg     | Alt-St.-Peter       |      |         |          | Das Werk wurde über die Jahre vielfach repariert und umgebaut. 1846 versetzte Martin Wenzel die Orgel in die Protestantische Kirche von Berling. Eine Restaurierung wurde 1938 von Haerpfer durchgeführt. |
| 1727 | Katzenthal    |                     |      |         |          | |
| 1733 | Gengenbach    | Benediktinerkloster |      |         |          | Das Werk wurde vielfach repariert und 1896 schließlich abgebrochen. 1923 kam das eingelagerte Gehäuse in das Freiburger Augustinermuseum, wo es sich bis heute befindet. Ein neues Werk wurde 1935 durch M. Welte & Söhne eingebaut. |
| 1733 | Oberkirch     |                     |      |         |          | |
| 1733 | Kehl          |                     |      |         |          | |
| 1735 | Benfeld       | St. Laurentius      |      |         |          | 1863 von Stiehr in die Lixhausener Dorfkirche versetzt und im Werk verändert, dort seit 1973 unter Denkmalschutz. Restaurierung durch Alfred Kern im Jahr 1979. |
| 1737 | Lahr          |                     |      |         |          | |
| 1737 | Dinglingen    |                     |      |         |          | |
| 1739 | Berstett      | Evangelische Kirche |      |         |          | |
| 1739 | Geispolsheim  | Evangelische Kirche |      |         |          | |
| 1748 | Illkirch      |                     |      |         |          | |
| 1749 | Mutzig        |                     |      |         |          | |
| 1750 | Pfaffenhoffen | Katholische Kirche  |      |         |          | |
| 1758 | Hindisheim    |                     |      | I/P     |          | 1862 von Martin Wetzel unverändert in die Bilwisheimer Kirche Saint-Étienne verbracht. Das Prospekt musste im Ersten Weltkrieg abgeliefert werden und wurde 1930 in Zinn ersetzt. In diesem Jahr erfolgte auch ein umfassender Umbau des Werks mit einer Erweiterung auf zwei Manuale durch Franz Kriess. 1990 rekonstruierte Ernest Mühleisen das Instrument weitgehend in seiner ursprünglichen Form. |
| 1763 | Blaesheim     |                     |      |         |          | |
| 1766 | Meyenheim     |                     |      |         |          | |

### Reparaturen
| Jahr | Ort       | Gebäude             | Bemerkungen                                                                                      |
| ---- | --------- | ------------------- | ------------------------------------------------------------------------------------------------ |
| 1758 | Riquewihr | Evangelische Kirche | Reparatur der bereits vielfach reparierten Huodt-Orgel von 1609. Die Vergütung betrug 24 livres. |